# Peaky Blinders
Peaky Blinders es una serie de televisión inglesa de drama histórico, emitida por el canal BBC Two. La serie está protagonizada por Cillian Murphy y se centra en una familia de gánsteres de Birmingham, durante los años veinte y del ascenso de su jefe, Thomas Shelby, un mafioso que dominará toda Inglaterra, después de afrontar una terrible guerra. Shelby, pese a ser un criminal y un mafioso, tiene rasgos antiheroicos, pues es un personaje ambivalente que, pese a su brutalidad, en muchas ocasiones es la única esperanza para terminar con otros villanos que pueden considerarse más viles y mezquinos que él.
Los creadores de la serie se basaron en los Peaky Blinders, una banda criminal que existió en la ciudad de Birmingham en las primeras décadas del siglo XX.
Está producida por BBC Studios, Caryn Mandabach Productions y Tiger Aspect Productions, comenzando su emisión en septiembre de 2013. En octubre de ese mismo año, la controladora de BBC Two, Janice Hadlow, anunció que Peaky Blinders había sido renovada para una segunda temporada, que se emitió en 2014. En septiembre de 2015 se inició el rodaje de la tercera temporada, que comenzó su emisión en mayo de 2016. Antes de terminar la temporada, la BBC anunció la renovación de la serie por una cuarta y quinta temporada. Esta cuarta se estrenó en el último trimestre de 2017, mientras que la quinta temporada se estrenó en agosto de 2019. En enero de 2021 se anunció que la sexta serie sería la última, seguida de una película derivada, se estrenó el 27 de febrero de 2022 y finalizó el 3 de abril de 2022.
Peaky Blinders ha logrado el reconocimiento unánime de la crítica especializada desde su estreno y ha sido elogiada por su cuidada ambientación, sus guiones y la actuación de su reparto. La serie ha logrado varios premios, entre ellos el de la Academia Británica de las Artes Cinematográficas y de la Televisión al Mejor Director y Mejor Fotografía; y el premio de la Academia Irlandesa de Cine y Televisión al Mejor Actor Principal.

## Argumento
La segunda temporada ve a la familia Shelby expandir su organización criminal en el "Sur y Norte mientras mantienen una fortaleza en su corazón de Birmingham". Esta temporada comienza en 1921 y termina con un clímax en el hipódromo de Epsom el 31 de mayo de 1922 —Día del Derby—. La tercera temporada comienza y termina en 1924, y sigue a Tommy y su familia a un mundo aún más peligroso a medida que se expanden, esta vez, internacionalmente. La tercera temporada también presenta al Padre John Hughes (Paddy Considine); Ruben Oliver (Alexander Siddig), un pintor a quien Polly se alista para pintar su retrato; la duquesa rusa Tatiana Petrovna (Gaite Jansen); y Linda Shelby (Kate Phillips), nueva esposa de Arthur.
La cuarta temporada comienza en la víspera de Navidad de 1925 y termina después de la huelga general de mayo de 1926, con Tommy siendo elegido Miembro del Parlamento en 1927. En esta temporada se presenta a Luca Changretta, interpretado por Adrien Brody, un mafioso neoyorquino de origen italiano que acude a Birmingham en busca de venganza.
La quinta temporada comienza dos años después, el 29 de octubre de 1929 (el martes negro), y termina el 7 de diciembre de ese año, la mañana después de un motín dirigido por el político Oswald Mosley. La sexta y última temporada comienza el 5 de diciembre de 1933, cuando se deroga la ley seca en Estados Unidos. Por otro lado, el Partido Nazi ha obtenido el poder en Alemania, lo que lleva a un aumento en el número de miembros de la Unión Británica de Fascistas, liderada por Mosley. En este contexto, Tommy Shelby entra en conflicto con una organización criminal de Boston y con el mismo Mosley, al mismo tiempo que debe lidiar con otros problemas que amenazan su futuro.
La sexta temporada comienza en el punto exacto en que termina la temporada anterior. El plan de Thomas Shelby por acabar con la vida de Oswald Mosley y el Partido Fascista Británico ha fracasado. Tommy se encuentra en un momento personal trágico, pues debido a sus decisiones 3 miembros de su organización han muerto, incluida su tía y una de las protagonistas de la serie Polly Gray, esto fue incluido en el guion debido al fallecimiento de la actriz Helen McCrory en abril de 2021, que daba vida al personaje. Thomas decide abandonar por un tiempo este tipo de actividad delictiva, mientras se gana como enemigo a su primo e hijo de Polly, Michael Gray y su hermano Arthur entra en una fuerte adicción al opio, perdiendo su propia esencia. Thomas Shelby deberá retomar el rumbo y liderazgo de su familia y solucionar los viejos y nuevos problemas a los que se enfrenta.

## Elenco y personajes
| Personaje                          | Actor               | Temporada   | Temporada   | Temporada   | Temporada   | Temporada   | Temporada   |
| Personaje                          | Actor               | 1           | 2           | 3           | 4           | 5           | 6           |
| Principales                        | Principales         | Principales | Principales | Principales | Principales | Principales | Principales |
| ---------------------------------- | ------------------- | ----------- | ----------- | ----------- | ----------- | ----------- | ----------- |
| Thomas "Tommy" Shelby              | Cillian Murphy      | Principal   | Principal   | Principal   | Principal   | Principal   | Principal   |
| El patrón / Major Chester Campbell | Sam Neill           | Principal   | Principal   |             |             |             |             |
| Grace Burgess                      | Annabelle Wallis    | Principal   | Principal   | Principal   |             | Recurrente  |             |
| Arthur Shelby Jr.                  | Paul Anderson       | Principal   | Principal   | Principal   | Principal   | Principal   | Principal   |
| Elizabeth "Polly" Shelby           | Helen McCrory       | Principal   | Principal   | Principal   | Principal   | Principal   |             |
| Freddie Thorne                     | Iddo Goldberg       | Principal   |             |             |             |             |             |
| Ada Shelby                         | Sophie Rundle       | Principal   | Principal   | Principal   | Principal   | Principal   | Principal   |
| John "Johnny" Shelby               | Joe Cole            | Principal   | Principal   | Principal   | Principal   |             |             |
| Charlie Strong                     | Ned Dennehy         | Principal   | Principal   | Principal   | Principal   | Principal   | Principal   |
| Jeremiah Jesus                     | Benjamin Zephaniah  | Principal   | Principal   | Principal   | Principal   | Principal   | Principal   |
| Billy Kimber                       | Charlie Creed-Miles | Principal   |             |             |             |             |             |
| Lizzie Stark                       | Natasha O'Keeffe    | Recurrente  | Principal   | Principal   | Principal   | Principal   | Principal   |
| Darby Sabini                       | Noah Taylor         |             | Principal   |             |             |             |             |
| Michael Gray                       | Finn Cole           |             | Principal   | Principal   | Principal   | Principal   | Principal   |
| Finn Shelby                        | Harry Kirton        |             | Principal   | Principal   | Principal   | Principal   | Principal   |
| May Fitz Carleton                  | Charlotte Riley     |             | Principal   |             | Recurrente  |             |             |
| Alfred "Alfie" Solomons            | Tom Hardy           |             | Principal   | Principal   | Principal   | Invitado    | Principal   |
| Esme Shelby                        | Aimee-Ffion Edwards | Recurrente  | Recurrente  | Principal   | Principal   |             | Principal   |
| Johnny Dogs                        | Packy Lee           | Recurrente  | Recurrente  | Principal   | Principal   | Principal   | Principal   |
| Ruben Oliver                       | Alexander Siddig    |             |             | Principal   |             |             |             |
| Duquesa Tatiana Petrovna           | Gaite Jansen        |             |             | Principal   |             |             |             |
| Padre John Hughes                  | Paddy Considine     |             |             | Principal   |             |             |             |
| Curly                              | Ian Peck            | Recurrente  | Recurrente  | Recurrente  | Principal   | Principal   | Principal   |
| Linda Shelby                       | Kate Phillips       |             |             | Recurrente  | Principal   | Principal   | Principal   |
| Luca Changretta                    | Adrien Brody        |             |             |             | Principal   |             |             |
| Aberama Gold                       | Aidan Gillen        |             |             |             | Principal   | Principal   |             |
| Jessie Eden                        | Charlie Murphy      |             |             |             | Principal   | Invitada    |             |
| Sir Oswald Mosley                  | Sam Claflin         |             |             |             |             | Principal   | Principal   |
| Gina Gray                          | Anya Taylor-Joy     |             |             |             |             | Principal   | Principal   |
| Jimmy McCavern                     | Brian Gleeson       |             |             |             |             | Principal   |             |
| Laura McKee                        | Charlene McKenna    |             |             |             |             | Invitada    | Principal   |
| Diana Mitford                      | Amber Anderson      |             |             |             |             |             | Principal   |
| Jack Nelson                        | James Frecheville   |             |             |             |             |             | Principal   |
| Erasmus "Duke" Shelby              | Conrad Khan         |             |             |             |             |             | Principal   |
| Hayden Stagg                       | Stephen Graham      |             |             |             |             |             | Principal   |

Actores invitados
1. ↑  
David Dawson, Andy Nyman y Tommy Flanagan aparecen en la primera temporada acreditados como reparto principal interpretando a Roberts, Winston Churchill y Arthur chevy Sr., respectivamente.
2. ↑  Andrew Koji y Cosmo Jarvis aparecen en la quinta temporada acreditados como reparto principal interpretando a Chang el Brillante y Barney Thomason, respectivamente.

## Episodios
| Temporada | Temporada | Episodios | Episodios | Emisión original         | Emisión original         | Emisión original |
| Temporada | Temporada | Episodios | Episodios | Primera emisión          | Última emisión           | Cadena           |
| --------- | --------- | --------- | --------- | ------------------------ | ------------------------ | ---------------- |
|           | 1         | 6         | 6         | 12 de septiembre de 2013 | 17 de octubre de 2013    | BBC Two          |
|           | 2         | 6         | 6         | 2 de octubre de 2014     | 6 de noviembre de 2014   | BBC Two          |
|           | 3         | 6         | 6         | 5 de mayo de 2016        | 9 de junio de 2016       | BBC Two          |
|           | 4         | 6         | 6         | 15 de noviembre de 2017  | 20 de noviembre de 2017  | BBC Two          |
|           | 5         | 6         | 6         | 25 de agosto de 2019     | 22 de septiembre de 2019 | BBC One          |
|           | 6         | 6         | 6         | 27 de febrero de 2022    | 3 de abril de 2022       | BBC One          |

## Producción
Peaky Blinders fue creada por Steven Knight, dirigida por Otto Bathurst y Tom Harper y producida por Katie Swinden. Los guionistas son Steven Knight, David Leland, Stephen Russell y Toby Finlay.

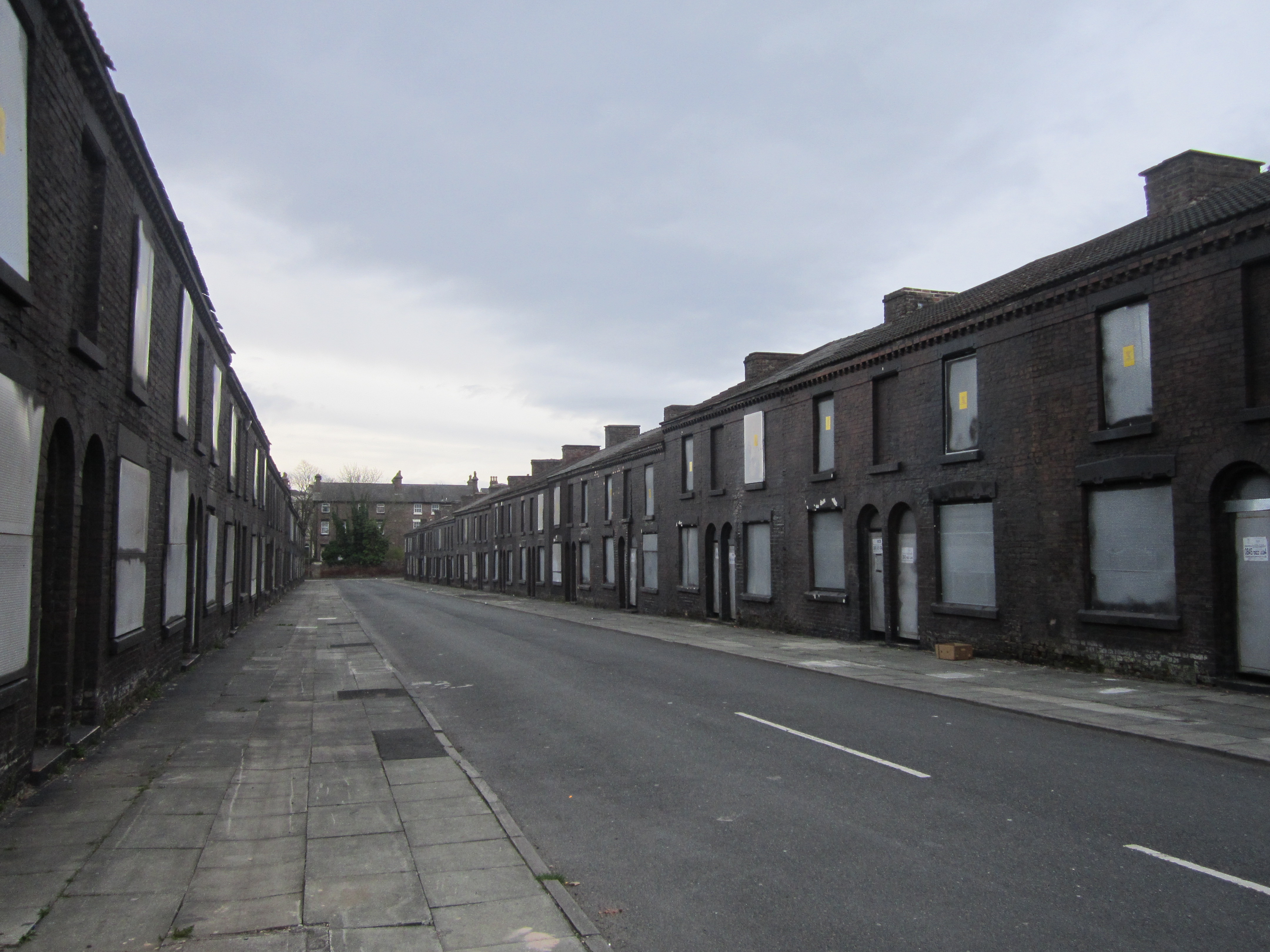
Powis Street, en Liverpool, calle donde se rueda parte de la trama de los Shelby. Fue pintada de negro exclusivamente para la serie, con el objetivo de asemejarla a lo que sería Small Heath, en Birmingham, en 1919.

La serie fue rodada en Birmingham, Bradford, Dudley, Leeds y Liverpool. Las escenas del ferrocarril fueron rodadas entre Keighley y Damems, utilizando carruajes del Museo Ferroviario Ingrow (propiedad de Vintage Carriages Trust) y carruajes propiedad de Lancashire & Yorkshire Railway Trust.

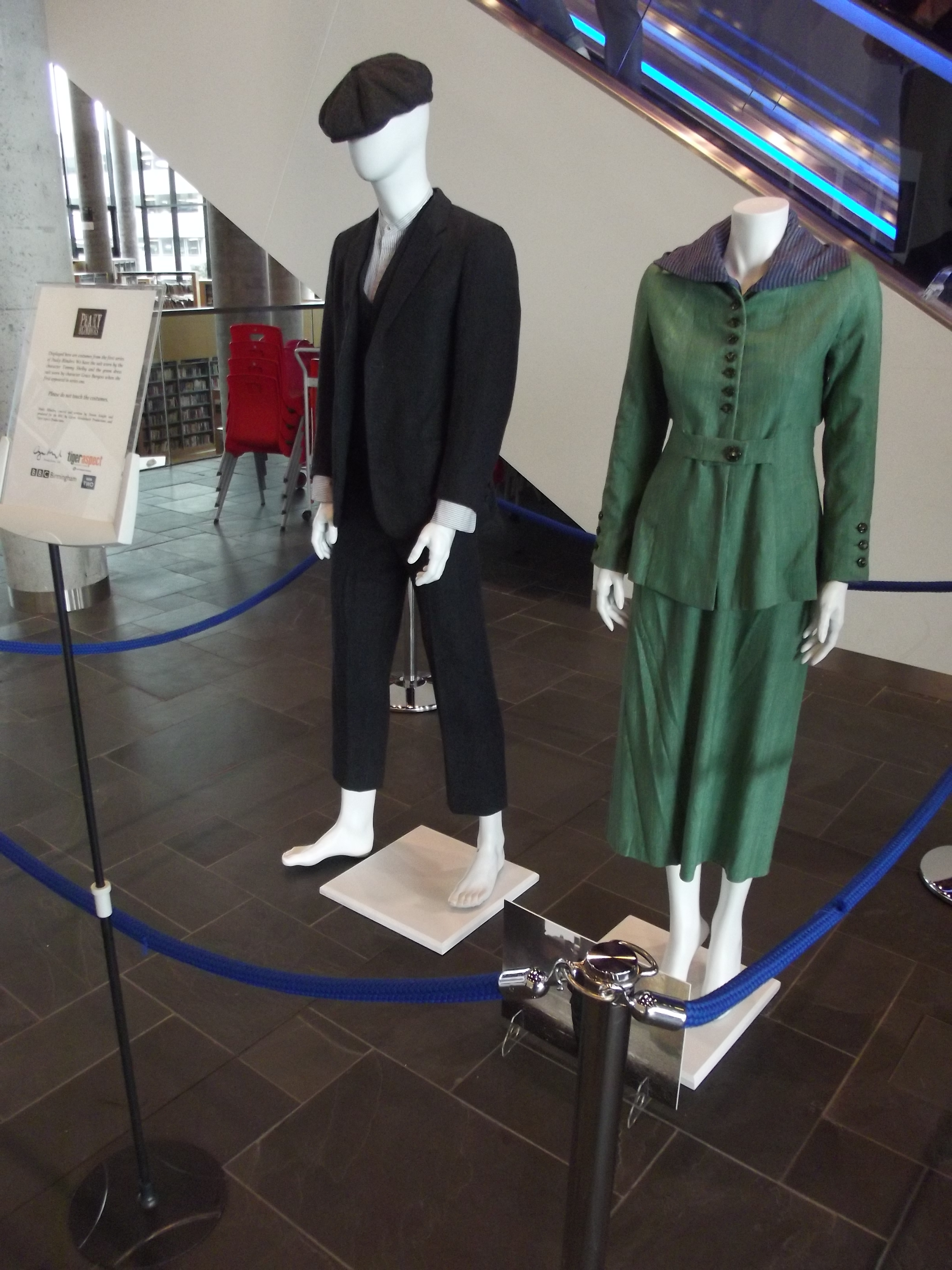
Vestuario original que se utilizó para los personajes de Tommy Shelby y Grace Burgess en una exposición de la serie en la Biblioteca de Birmingham.

Aunque es uno de los actores más conocidos de Nueva Zelanda, Sam Neill tiene raíces en el Condado de Tyrone, Irlanda del Norte. Su padre estaba asignado en Omagh como oficial de los Guardias Irlandeses cuando Neill nació en 1947. Neill solicitó la ayuda de sus compañeros actores James Nesbitt y Liam Neeson (ambos norirlandeses) para ayudarle a perfeccionar su acento para el papel del inspector Campbell. Al final, tuvo que suavizar el acento ya que la serie es comercializada en Estados Unidos.
Poco después de la emisión de la primera temporada se confirmó la segunda temporada. El 11 de enero de 2014 se llevaron a cabo una serie de audiciones en la zona de Digbeth, Birmingham (cerca de donde se filman partes de la serie), para encontrar extras, lo que resultó en largas colas de personas. Al reparto de la segunda temporada se unió el actor Tom Hardy.
Después de la emisión del episodio final de la segunda temporada, se anunció de forma oficial, a través de Twitter, la renovación de la serie para una tercera temporada. En octubre de 2015, se anunció el inicio del rodaje de esta tercera temporada. El rodaje se terminó el 22 de enero de 2016, después de 78 días de trabajo.
Durante la transmisión inicial de la tercera temporada de la serie, BBC Two renovó Peaky Blinders para una cuarta y quinta entrega, con seis episodios cada una. El rodaje de la cuarta temporada comenzó en marzo de 2017 y se estrenó el 15 de noviembre de 2017. El creador y escritor Steven Knight volvió a ser el encargado de escribir cada episodio de la serie en las nuevas temporadas. Cillian Murphy también confirmó su regreso para ambas entregas y también el resto del reparto principal, así como se anunció que Charlotte Riley volverá a interpretar a May Carleton. Adrien Brody y Aidan Gillen fueron elegidos para interpretar nuevos personajes.
El 13 de octubre de 2017, se confirmó que el programa no incluirá a The Weinstein Company o su logotipo en sus créditos desde la cuarta serie en adelante, a pesar de que la compañía estuvo involucrada anteriormente en la distribución de la serie en los Estados Unidos. El 22 de agosto de 2018, la BBC confirmó que la quinta temporada se transmitiría en BBC One. Después de haberse estrenado ante un público selecto en el Ayuntamiento de Birmingham el 18 de julio de 2019, la serie comenzó a emitirse en BBC One el 25 de agosto de 2019.

## Tema musical
En la entradilla y al final de cada capítulo se escucha la canción Red Right Hand de la banda de rock Nick Cave and the Bad Seeds.

## Recepción

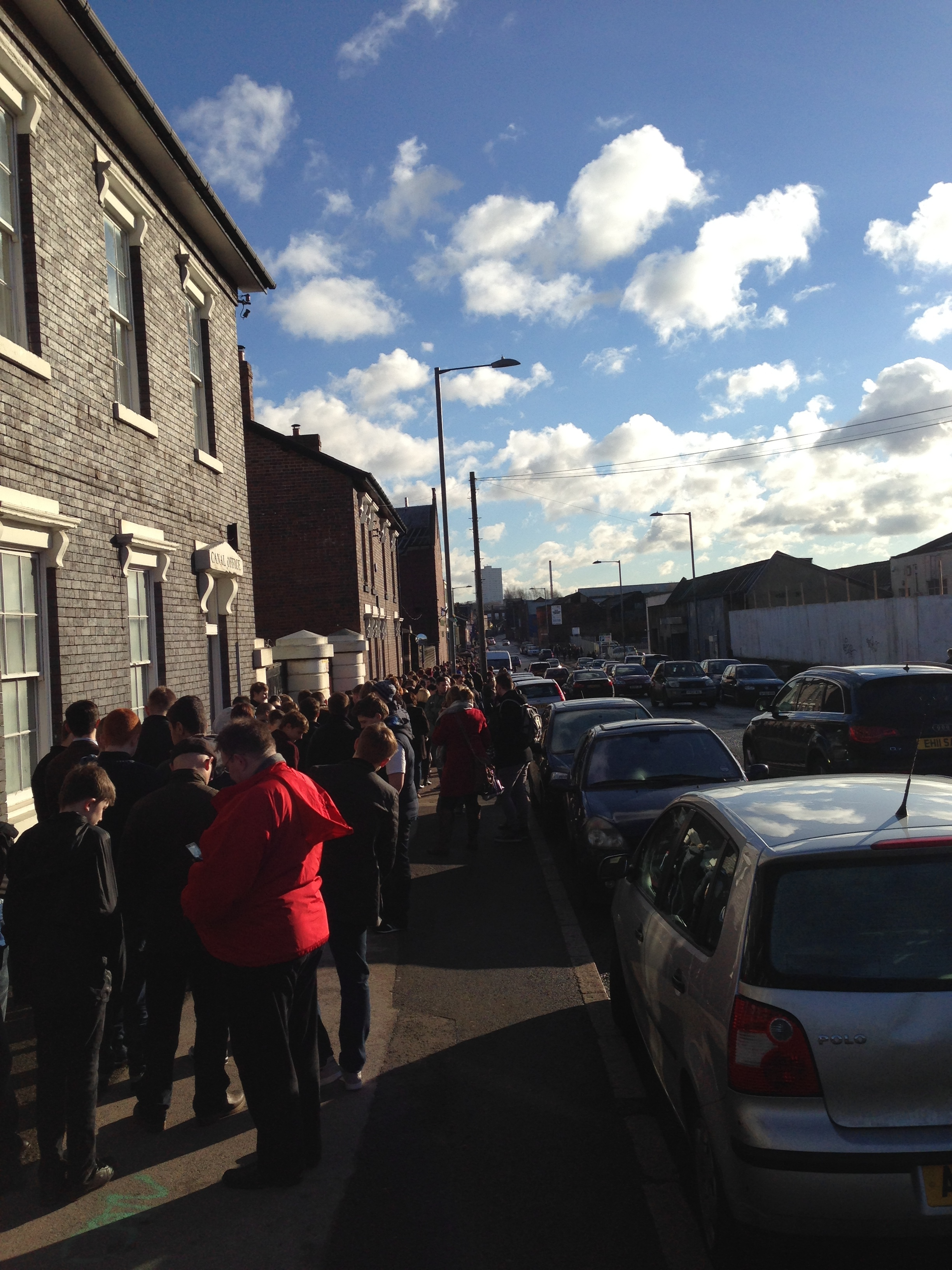
Candidatos para extras haciendo cola en Birmingham.

La acogida de la crítica de Peaky Blinders ha sido positiva, con elogios notables por su guion, actuación, estilo visual y cinematografía con estilo. David Renshaw, de The Guardian, resumió la serie como una "historia fascinante y acelerada de gánsteres de Birmingham después de la Primera Guerra Mundial", elogiando a Murphy como el "Tommy Shelby siempre tan cool" y al resto del elenco por sus 'poderosas' actuaciones. Sarah Compton, de The Telegraph, le dio a la serie una calificación de 4/5, elogiando el espectáculo por su originalidad y "tomando todas nuestras expectativas y confundiéndolas". Alex Fletcher, de Digital Spy, cree que "Peaky Blinders ha comenzado tan afilada como un dardo", mientras que el sitio web Den of Geek consideró a la serie "el drama de la BBC más inteligente, elegante y fascinante de todos los tiempos". El crítico de Cult TV Times Hugh David dijo que el programa "garantiza la facturación" al "lograr varios éxitos de audiencia: drama de época, épica de gánsteres, protagonistas estrellas de cine, pero que van contra corriente de la forma más interesante". Para el sitio web Las cosas que nos hacen felices la serie ha sido aclamada como una delicia británica para acabar diciendo que me enamoré de esta belleza turbia llamada Peaky blinders.
La serie ha sido alabada especialmente por su cinematografía elegante y carismáticas interpretaciones, así como la representación de una parte de la historia británica raramente explorada por la televisión. Algunas de las críticas negativas a la serie argumentan que los acentos parecen inconsistentes o incongruentes y que algunos de los guiones son torpes. Peaky Blinders ha sido valorada con un 8.5/10 en IMDb en diciembre de 2013. Los historiadores han estado divididos acerca de si incluir personajes y eventos de otras décadas en una historia de 1920 socava las afirmaciones de precisión histórica, o si la vida de la clase trabajadora en el período, sin embargo, se representa de una manera veraz y resonante. Las críticas de la segunda temporada fueron positivas, con Ellen E. Jones, de The Independent, comentando que "Peaky Blinders ahora puede presumir de contar con varios actores más importantes para complementar el excelente trabajo de Cillian Murphy, Helen McCrory y Sam Neill", refiriéndose a las adiciones de la serie de Tom Hardy como Alfie Solomons y Noah Taylor.
Algunos críticos la han comparado con otros dramas estadounidenses, especialmente Boardwalk Empire, con el que comparte algunos temas y contexto histórico. El guionista principal de la serie, Steven Knight, declaró en una entrevista que «nunca había visto The Wire o Boardwalk Empire». Cuando le preguntaron si había evitado deliberadamente ver esos dramas, respondió que fue «deliberado de alguna forma porque al comparar con otros trabajos existentes se afecta a lo que se hace, inevitablemente».

## Reconocimientos
| Temporada | Premio                                                    | Categoría                                    | Nominado(a)                                                    | Resultado     |
| --------- | --------------------------------------------------------- | -------------------------------------------- | -------------------------------------------------------------- | ------------- |
| 1         | BAFTA Television Craft Awards                             | Mejor director: ficción                      | Otto Bathurst                                                  | Ganador       |
| 1         | BAFTA Television Craft Awards                             | La mejor música original de televisión       | Martin Phipps                                                  | Nominado      |
| 1         | BAFTA Television Craft Awards                             | Mejor fotografía e iluminación: ficción      | Laurie Rose y george Steel                                     | Ganador       |
| 1         | BAFTA Television Craft Awards                             | Mejor diseño de producción                   | Grant Montgomery                                               | Nominado      |
| 1         | BAFTA Television Craft Awards                             | Mejor sonido: ficción                        | Stuart Hilliker, Brian Milliken, Matthew Skelding, Lee Walpole | Nominado      |
| 1         | BAFTA Television Craft Awards                             | Los mejores efectos visuales especiales      | Bluebolt (VFX), Rushes (colorista)                             | Nominado      |
| 1         | Biarritz International Festival of Audovisual Programming | Mejor actor en una serie de TV o serie       | Cillian Murphy                                                 | Ganador       |
| 1         | Biarritz International Festival of Audovisual Programming | Mejor actriz en una serie de TV o serie      | Helen McCrory                                                  | Ganador       |
| 1         | Biarritz International Festival of Audovisual Programming | La mejor música en una serie de TV o serie   | Martin Phipps                                                  | Ganador       |
| 1         | Crime Thriller Awards UK                                  | Mejor actriz de reparto                      | Helen McCrory                                                  | Nominado      |
| 1         | RTS Programme Awards                                      | Mejor serie dramática                        | "equipo producción"                                            | Ganador       |
| 1         | RTS Craft & Design Awards                                 | Mejor diseño de vestuario: drama             | Stephanie Collie                                               | Ganador       |
| 1         | RTS Craft & Design Awards                                 | Mejor diseño de maquillaje: drama            | Loz Schiavo                                                    | Nominado      |
| 1         | RTS Craft & Design Awards                                 | Mejor diseño de producción: drama            | Grant Montgomery                                               | Nominado      |
| 1         | RTS Craft & Design Awards                                 | Premio de los jueces                         | "equipo producción"                                            | Ganador       |
| 1         | Televisual Bulldog Awards                                 | Mejor Drama One-Off o Serial                 | "equipo producción"                                            | Segundo lugar |
| 2         | BAFTA Television Awards                                   | Mejor serie dramática                        | "equipo producción"                                            | Nominado      |
| 2         | BAFTA Television Craft Awards                             | Mejor maquillaje y cabello                   | Loz Schiavo                                                    | Nominado      |
| 2         | BAFTA Television Craft Awards                             | Mejor fotografía e iluminación: ficción      | Simon Dennis                                                   | Nominado      |
| 2         | BAFTA Television Craft Awards                             | Mejor diseño de producción                   | Grant Montgomery                                               | Nominado      |
| 2         | IFTA Film and Television Awards                           | Mejor actor principal en una serie dramática | Cillian Murphy                                                 | Nominado      |
| 2         | IFTA Film and Television Awards                           | Mejor diseño de vestuario                    | Lorna Marie Mugan                                              | Ganador       |
| 2         | IFTA Film and Television Awards                           | Mejor director: serie dramática              | Colm McCarthy                                                  | Nominado      |
| 2         | RTS Programme Awards                                      | Mejor serie dramática                        | "equipo producción"                                            | Nominado      |
| 2         | RTS Craft & Design Awards                                 | Mejor fotografía: drama                      | Simon Dennis                                                   | Nominado      |
| 2         | Writers' Guild of Great Britain Awards                    | Mejor drama televisivo - Forma larga         | Steven Knight                                                  | Nominado      |
| 3         | National Television Awards                                | Mejor serie dramática del período            | "equipo producción"                                            | Nominado      |
| 3         | National Television Awards                                | Mejor actuación dramática                    | Cillian Murphy                                                 | Nominado      |
| 3         | Irish Film and Television Awards                          | Mejor actor principal en una serie dramática | Cillian Murphy                                                 | Ganador       |
| 3         | Premios de Televisión de Venecia                          | Mejor Serie de TV                            | Peaky Blinders                                                 | Nominado      |